# Theodore Schurch
Theodore William John Schurch (* 5. Mai 1918 in London; † 4. Januar 1946 in London) war ein britischer Soldat schweizerischer Herkunft, der 1946 als Spion hingerichtet wurde. Er war die letzte Person, die in Großbritannien nicht als Mörder, sondern für ein anderes Verbrechen hingerichtet wurde.

## Leben
Theodore Schurch kam als Sohn eines in London lebenden Schweizers im Queen Charlotte’s Hospital in London zur Welt. Mitte der 1930er Jahre wurde er Mitglied von Oswald Mosleys faschistischer Partei British Union of Fascists. Am 8. Juli 1936 wurde er als Fahrer in das Royal Army Service Corps der britischen Streitkräfte aufgenommen. Im Juni 1942 wurde er von den Deutschen bei der Schlacht um Tobruk gefangen genommen und begann daraufhin, für den deutschen und den italienischen Geheimdienst zu arbeiten. Um das Vertrauen von alliierten Kriegsgefangenen zu gewinnen, gab er sich als Mitgefangener aus, u. a. gegenüber Colonel David Stirling, dem Gründer des Special Air Service.
Schurch wurde im März 1945 in Rom von britischen Truppen gefangen genommen und im September 1945 von einem Kriegsgericht in den „Duke of York's Headquarters“ in Chelsea verurteilt. Er wurde des 9-fachen Hochverrats und der Desertion für schuldig befunden und zum Tode verurteilt. Als einer von drei britischen Soldaten wurde er für Treachery nach dem Treachery Act von 1940 verurteilt (üblich war bis in den Zweiten Weltkrieg die Verurteilung für Treason nach dem Treason Act von 1695).
Theodore Schurch wurde am 4. Januar 1946 im Pentonville-Gefängnis im Londoner Stadtteil Islington gehängt. Das Todesurteil wurde durch den Henker Albert Pierrepoint vollstreckt.